# Neurigona planipes
Neurigona planipes är en tvåvingeart som beskrevs av Van Duzee 1924. Neurigona planipes ingår i släktet Neurigona och familjen styltflugor.
Artens utbredningsområde är British Columbia. Inga underarter finns listade i Catalogue of Life.